# 埃德加 (伊利諾伊州)
埃德加（英語：Edgar）是位於美國伊利諾伊州埃德加縣的一個非建制地區。該地的面積和人口皆未知。

## 地理
埃德加的座標為39°45′20″N 87°42′04″W / 39.75556°N 87.70111°W，而該地的平均海拔高度為198米（即650英尺）。